# Petroșani

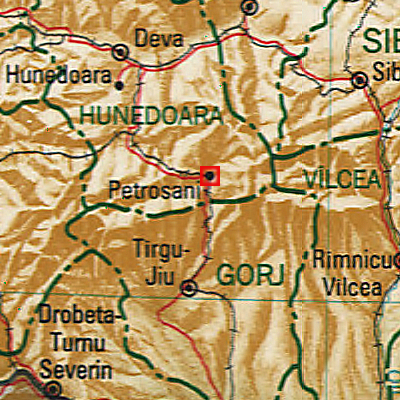
Petroșani (rotes Viereck) – Rumänien – Nachbarorte: Târgu Jiu, Drobeta Turnu Severin, Hunedoara, Deva, Sibiu, Râmnicu Vâlcea

Petroșani (veraltet Petroșeni; ungarisch Petrozsény, deutsch Petroschen, ehemals Steinthal) ist eine Stadt in Rumänien; sie liegt im Kreis Hunedoara in den Transsilvanischen Alpen. Der Ort ist Mittelpunkt eines Bergbaureviers und bekannt als „Stadt der Kohle“, außerdem auch eine Universitätsstadt.
Der Ort ist auch unter den deutschen Bezeichnungen Petroscheni oder auch Petrozseni bekannt.

## Lage und Bevölkerung
Petroșani hatte im Jahr 2002 45.195 Einwohner. 89,4 Prozent der Bevölkerung waren Rumänen, 8,44 Prozent Ungarn, 1,16 waren Roma. Die Stadt liegt im Jiu-Tal am Fluss Jiul de Est. Das Tal ist von den Karpaten-Massiven Retezat-Gebirge (NNW), Munții Șureanu (ONO), Vâlcan-Gebirge (S) und Parâng (OSO) umgeben.

## Geschichte
Der Name der Stadt leitet sich von Petros ab, er war vermutlich ein ehemaliger Bewohner des heutigen Petroșani. Der Ort wurde im Jahr 1768 gegründet, seit dem Jahr 1896 ist eine evangelische Gemeinde bekannt. Der bekannte Schriftsteller der phantastischen Literatur Jules Verne hat in seinem Buch Das Karpatenschloss, das in einem Bergdorf im nahen Gebirge unter dem Retezat spielt, die Gegend beschrieben.
In Petroșani wurde 1936 auf Initiative von Ștefan Georgescu Gorjan und Gustav Felix Stof (auch Ștof), der später Universitätsprofessor in Wien und mit der Kaplan Medaille ausgezeichnet wurde, der Grundstein für die zweite Flugschule Rumäniens gelegt, diese wurde 1956 aufgelöst. Auch wenn die Stadt zurzeit keinen Flughafen hat, befindet sich zur Erinnerung an die ehemalige Flugschule ein Doppeldecker auf der Mittelinsel eines Kreisverkehrs beim Stadteingang.
1924 wird Petroșani als Stadt und 1968 zum Munizipium erklärt.

## Sehenswürdigkeiten
Die Stadt besitzt ein Theater und ein Bergwerksmuseum. Am Parâng befindet sich ein beliebtes Skigebiet. Das Retezat-Gebirge auf der anderen Seite ist das westlichste Hochgebirge (2509 m) der rumänischen Karpaten und in wichtigen Teilen in Rumäniens ältestem Nationalpark geschützt. Petroschen stellt einen wichtigen Zugang zu diesem Nationalpark Retezat dar, dessen Südseite am direktesten von dort über das benachbarte Tal des Jiul de Vest, über die Städte Vulcan und Lupeni erreichbar ist.

## Wirtschaft
Petroșani ist ein rumänisches Zentrum der Kohleförderung. 60 Prozent der Bevölkerung arbeitet in den Kohleminen. Viele der Minenarbeiter haben im Jahr 1999 bei den so genannten Mineriaden gegen die von der Regierung angeordneten Schließung von insgesamt 140 Minen im Jiu-Tal protestiert. Die Bergarbeiter waren aber mindestens seit der Revolution 1989, die zum Sturz des Diktators Nicolae Ceaușescu führte, Werkzeug des Missbrauchs politischer Gruppierungen und des damaligen Geheimdienstes Securitate.

## Söhne und Töchter der Stadt
- Iuliu Farkaș (1923–1984), Fußballspieler
- Ioan Piso (* 1944), Althistoriker und Archäologe
- Petru Drăgoescu (* 1962), Mittelstreckenläufer
- Cristina-Adela Foișor (1967–2017), Schachspielerin
- Călin Peter Netzer (* 1975), Filmregisseur
- Monica Iacob-Ridzi (* 1977), Politikerin
- Dacian Varga (* 1984), Fußballspieler
- Cosmin Chetroiu (* 1987), Rennrodler
- Doddy (* 1988), Sänger, Rapper und Musikproduzent
- Raluca Haidu (* 1994), Kunstturnerin

## Städtepartnerschaften
Petroșani unterhält Partnerschaften mit:
- der ungarischen Stadt Várpalota
- den bulgarischen Städten Nowa Sagora und Bansko
- der italienischen Stadt Ponte nelle Alpi
- der schwedischen Gemeinde Smedjebacken
- dem Bezirk Buiucani der moldauischen Hauptstadt Chișinău